# Erika Andersen
Erika Andersen (geboren 27. Februar 1952 in Omaha) ist eine US-amerikanische Unternehmensberaterin.

## Leben
Erika Andersen arbeitet in der von ihr mitgegründeten Unternehmensberatung Proteus. Sie veröffentlichte mehrere Bücher zur Personalführung und Personalentwicklung.  

## Schriften (Auswahl)
- Growing Great Employees: Turning Ordinary People into Extraordinary Performers. Portfolio, 2006
- Being Strategic: Plan for Success. Outthink Your Competitors. Stay Ahead of Change. St. Martin’s Press, 2009
- Leading So People Will Follow. Jossey-Bass, 2012
- Be Bad First. Get Good at Things FAST to Stay Ready for the Future. Bibliomotion, 2016
- Change from the inside out : making you, your team and your organization change-capable. Oakland, CA : Berrett-Koehler Publishers, 2021